# Herodes Filippos II
Herodes Filippos II, född 26 f.Kr, död 34 e.Kr., var regerande romersk lydfurste av sin far Herodes den stores nordöstra kungarike 4-34 e.Kr. 
Han var son till Herodes den store och Kleopatra av Jerusalem. Efter faderns död styckades hans kungarike upp av romarna och delades ut till den döde kungens familjemedlemmar, som fick bli nominella romerska lydregenter över dessa. 